# Air Born
Air Born is een compositie van Andrew Latimer en Peter Bardens, destijds het schrijverstandem van de Britse band Camel.
Het lied behandelt de Maan die soms wel boven de zee lijkt te vliegen. Hij komt (vanuit Engeland) op vanuit de zee en gaat ook in de zee onder. Hij draait maar rondjes zonder de Aarde maar ergens te raken. Toch heeft hij invloed (Turning the tide).
Muzikaal is het een rapsodie, een compositie die uit verschillende melodieën is opgebouwd. Air Born begint (en blijft) dromerig met Andrew Latimer op de dwarsfluit een muziekinstrument dat hij veelvuldig binnen Camel gebruikt. Na afsluiting van het thema, dat herhaald wordt en begeleid wordt op de piano zet de synthesizer van Bardens een kleine glissando (kon toen niet anders) in naar een instrumentale passage dat gelijkluidend als het intro afsluit maar dan op gitaar. Hierna volgt eindelijk het liedgedeelte met twee coupletten. De dwarsfluit sluit dat af en er volgt een zweverig, mistig klinkend intermezzo. De zang komt terug. Afsluiting wordt gevormd door een zwaardere en sostenuto klinkende versie van de inleiding gespeeld op de synthesizer en dit keer ondersteund door de Mellotron.
Het wordt wel geschreven dat Air Born Andrew Latimer zelf is, romantisch bij uitstek.
Air Born verscheen alleen op het album Moonmadness; wel in twee versies; de studioversie en een liveversie opgenomen tijdens een concert in Hammersmith Odeon.